# Rhizoecus neostangei
Rhizoecus neostangei är en insektsart som beskrevs av Miller och Mckenzie 1971. Rhizoecus neostangei ingår i släktet Rhizoecus och familjen ullsköldlöss. Inga underarter finns listade i Catalogue of Life.